# Georgiana Sesay
Georgiana Sesay (* 30. Mai 2004) ist eine sierra-leonische Leichtathletin, die sich auf den Sprint spezialisiert hat.

## Sportliche Laufbahn
Erste internationale Erfahrungen sammelte Georgiana Sesay im Jahr 2023, als sie bei den U20-Afrikameisterschaften in Ndola in 54,11 s den vierten Platz im 400-Meter-Lauf belegte und über 200 Meter in 24,30 s die Silbermedaille gewann. Im Jahr darauf belegte sie bei den Afrikaspielen in Accra in 52,49 s den sechsten Platz über 400 Meter und auch mit der Mixed-Staffel über 4-mal 400 Meter gelangte sie mit 3:24,79 min auf Rang sechs. Im 200-Meter-Lauf schied sie mit 24,39 s im Halbfinale aus. Im Juni schied sie bei den Afrikameisterschaften in Douala mit 12,43 s in der ersten Runde im 100-Meter-Lauf aus. Anschließend nahm sie über 100 Meter an den Olympischen Sommerspielen in Paris teil und schied dort mit 12,15 s im Vorlauf aus.

## Persönliche Bestleistungen
- 100 Meter: 11,88 s (+0,9 m/s), 4. Juni 2024 in Accra
- 200 Meter: 24,30 s (−2,4 m/s), 2. Mai 2023 in Ndola
- 400 Meter: 52,49 s, 20. März 2024 in Accra